# Saint Benedict (Oregon)
Saint Benedict az Amerikai Egyesült Államok északnyugati részén, Oregon állam Marion megyéjében, az Angyal-hegyi apátságnál elhelyezkedő önkormányzat nélküli település.
Miután a korábban Nursiai Szent Benedek nevét viselő apátságot Gervaisből Mt. Angelbe költöztették, a posta nem engedélyezte új hivatal megnyitását, mivel a legközelebbi létesítmény másfél kilométerre feküdt. 1903-ban az Angyal-tanúhegy csúcsához közel új apátság épült, ennél 1914-ben új postát létesítettek.

## Fordítás
- Ez a szócikk részben vagy egészben  a   Saint Benedict, Oregon című angol Wikipédia-szócikk ezen változatának fordításán alapul.  Az eredeti cikk szerkesztőit annak laptörténete sorolja fel. Ez a jelzés csupán a megfogalmazás eredetét és a szerzői jogokat jelzi, nem szolgál a cikkben szereplő információk forrásmegjelöléseként.